# Nigériai arab nyelv
A nigériai arab nyelv az arab nyelv variánsa Nigériában, pontosabban annak északkeleti Bornó nevezetű tartományában, amely Csáddal határos. A lakosságnak kb. 10%-a használhatja anyanyelvként, főleg Maiduguri városában, de közvetítő nyelvként nagyon sokan használják. Közel áll hozzá a csádi arab nyelv, amely hasonlóan a nigériaihoz lingua franca szerepet tölt be, de sokkal több anyanyelvi beszélője van mint a nigériainak. Erre az arab nyelvre diftongizáció és a fogok közötti réshangok ejtése a jellemző, illetve a hangsúlyozása is más-más a főnevek ragozásánál mint a klasszikus arabban, vagy a többi arab nyelvváltozatban.